# Reckrod
Reckrod ist ein Ortsteil der Marktgemeinde Eiterfeld im osthessischen Landkreis Fulda.

## Geographische Lage
Reckrod befindet sich nördlich des Hauptortes in der Rhön. Reckrod grenzt im Norden an Wölf, im Osten an den Hauptort Eiterfeld, im Süden an Arzell und im Westen an Buchenau.

## Geschichte
Die erste bekannte schriftliche Nennung des Ortes Reckrod stammt aus dem Jahr 1392.
Am 1. September 1970 wurde die bis dahin selbständige Gemeinde Reckrod im Zuge der Gebietsreform in Hessen auf freiwilliger Basis in die Gemeinde Eiterfeld eingemeindet.
Für Reckrod wurde ein Ortsbezirk mit Ortsbeirat und Ortsvorsteher nach der Hessischen Gemeindeordnung gebildet.

## Bevölkerung
Einwohnerentwicklung
- 1812: 17 Feuerstellen, 195 Seelen[1]

| Reckrod: Einwohnerzahlen von 1812 bis 2015 | Reckrod: Einwohnerzahlen von 1812 bis 2015 | Reckrod: Einwohnerzahlen von 1812 bis 2015 | Reckrod: Einwohnerzahlen von 1812 bis 2015 | Reckrod: Einwohnerzahlen von 1812 bis 2015 |
| --- | ------------------------------------------ | ------------------------------------------ | ------------------------------------------ | ------------------------------------------ |
| Jahr |                                            |                                            |                                            | Einwohner                                  |
| 1812 | 1812                                       |                                            | 195                                        | 195                                        |
| 1834 | 1834                                       |                                            | 130                                        | 130                                        |
| 1840 | 1840                                       |                                            | 147                                        | 147                                        |
| 1846 | 1846                                       |                                            | 148                                        | 148                                        |
| 1852 | 1852                                       |                                            | 139                                        | 139                                        |
| 1858 | 1858                                       |                                            | 139                                        | 139                                        |
| 1864 | 1864                                       |                                            | 146                                        | 146                                        |
| 1871 | 1871                                       |                                            | 143                                        | 143                                        |
| 1875 | 1875                                       |                                            | 139                                        | 139                                        |
| 1885 | 1885                                       |                                            | 129                                        | 129                                        |
| 1895 | 1895                                       |                                            | 119                                        | 119                                        |
| 1905 | 1905                                       |                                            | 116                                        | 116                                        |
| 1910 | 1910                                       |                                            | 118                                        | 118                                        |
| 1925 | 1925                                       |                                            | 151                                        | 151                                        |
| 1939 | 1939                                       |                                            | 127                                        | 127                                        |
| 1946 | 1946                                       |                                            | 208                                        | 208                                        |
| 1950 | 1950                                       |                                            | 190                                        | 190                                        |
| 1956 | 1956                                       |                                            | 148                                        | 148                                        |
| 1961 | 1961                                       |                                            | 131                                        | 131                                        |
| 1967 | 1967                                       |                                            | 124                                        | 124                                        |
| 1970 | 1970                                       |                                            | 128                                        | 128                                        |
| 1980 | 1980                                       |                                            | ?                                          | ?                                          |
| 1990 | 1990                                       |                                            | ?                                          | ?                                          |
| 2000 | 2000                                       |                                            | 151                                        | 151                                        |
| 2005 | 2005                                       |                                            | 144                                        | 144                                        |
| 2010 | 2010                                       |                                            | 121                                        | 121                                        |
| 2011 | 2011                                       |                                            | 120                                        | 120                                        |
| 2015 | 2015                                       |                                            | 113                                        | 113                                        |
| Datenquelle: Historisches Gemeindeverzeichnis für Hessen: Die Bevölkerung der Gemeinden 1834 bis 1967. Wiesbaden: Hessisches Statistisches Landesamt, 1968. Weitere Quellen: ; Gemeinde Eiterfeld; Zensus 2011 |                                            |                                            |                                            |                                            |

Historische Religionszugehörigkeit
 Quelle: Historisches Ortslexikon
| • 1885: | 129 katholische (= 100 %) Einwohner                                 |
| • 1961: | drei evangelische (= 2,29 %), 128 katholische (= 97,71 %) Einwohner |

## Verkehr
Reckrod ist durch die Kreisstraßen 153 und 156, die den Ort mit Eiterfeld bzw. Mengers und Wölf verbinden, an das öffentliche Straßenverkehrsnetz angebunden.